# James Broselow
James Broselow (Woodbury (New Jersey), 12 januari 1943) is een Amerikaanse spoedarts, docent, uitvinder en ondernemer. Hij en zijn spoedarts-collega, dr. Robert Luten, zijn in medische kringen het best bekend voor de uitvinding van het Broselow-lint (Broselow Tape) in 1985, het eerste tool, dat werd ontworpen, om het gewicht van een pediatrische patiënt door middel van de lengte te berekenen, om dusdanig "de grootte van de apparatuur en de dosering van medicaties, die [in urgenties] worden gebruikt, te bepalen". Het Broselow-lint wordt in verschillende handboeken en referentiewerken als standaard voor lengte-gebaseerde gewichtsbepaling genoemd.
In 2009 richtte hij samen met anderen het bedrijf eBroselow op, waarvan hij Chief Medical Officer werd. eBroselow heeft de Artemis-oplossing ontwikkeld, een elektronisch en digitaal medicatie-doserings- en tracking-systeem en een medisch tool voor medische nooddiensten en afdelingen voor spoedeisende hulp. Het bedrijf heeft als doel, door vereenvoudiging van de urgentieverzorging en tegelijkertijd het verminderen van medische fouten levens te redden. Broselow is bovendien klinisch associatief hoogleraar in de spoedeisende geneeskunde in het departement van Emergency Medicine aan het College of Medicine van de University of Florida, waar hij nieuwe benaderingen voor de pediatrische spoedeisende geneeskunde onderzoekt, ontwikkelt en communiceert.

## Eerste jaren
Broselow werd geboren in Woodbury, New Jersey, als zoon van Benjamin en Charlotte Broselow. Hij groeide op in Franklinville, New Jersey. Zijn basisstudies economie beëindigde hij 1965 in het Dartmouth College en verkreeg zijn medisch diploma 1969 aan het New Jersey College of Medicine and Dentistry.

## Medische carrière
Na beëindiging van zijn medische studie verkreeg Broselow zijn licentie als huisarts en begon een eigen praktijk in Frankenmuth, Michigan. Door zijn werk in de privé-praktijk ontwikkelde hij een interesse in de spoedeisende geneeskunde en verhuisde 1980 naar North Carolina, waar hij spoedeisende geneeskunde in drie plaatselijke ziekenhuizen beoefende: Lincoln County Hospital, Cleveland Memorial en Catawba Valley Medical Center. In 2006 trok hij zich terug uit de klinische praktijk.

## Uitvindingen en ondernemerswerk
Broselow heeft 12 patenten op zijn naam, in verband met de veilige spoedbehandeling van kinderen. Hij richtte een aantal bedrijven op, waaronder Broselow Medical Technologies in de jaren 1990, en is tegenwoordig stichtend partner van de eBroselow LLC.
- US4713888 – Meetlint voor het direct bepalen van fysische behandeling en fysiologische waarden (ook EP0220860A2, EP0220860A3 en EP0220860B1)
- US4823469 - Meetlint voor het direct bepalen van fysische behandeling en fysiologische waarden en procedures
- US5010656 – Therapieapparaat
- US6132416 – Universeel medicatie-doseersysteem (ook EP0983761A3 en EP0983761A2)
- US 2006/0000480 A1 – Procedure, om een therapeutisch vloeistof aan een patiënt als infusie toe te dienen.
- US 2006/0137696 A1 – Op bereiken gebaseerd pediatrisch en veterinair doseersysteem
- US 2007/0061164 A1 – Informatie-opslagsysteem voor de gezondheidszorg
- US 2008/0257895 A1 – Bord met houder voor een drankcontainer
- US 2010/0057488 A1 – Methode voor het bepalen van medische behandelingswaarden zonder invoer van gegevens
- EP0343874 A1 - Therapieapparaat
- EP0343874 B1 - Therapieapparaat
- EP1539274A4 – Kleurgecodeerde medische doserings-container (ook US20040024368 en US6764469)

## Prijzen en erkenningen
In 2012 ontving Broselow de Lifetime Achievement Award van het Institute for Safe Medication Practices (ISMP).

## Persoonlijk
Broselow leeft in Hickory, North Carolina met zijn vrouw Millie.